# Ансоайн
Ансоайн, Анцоайн (ісп. Ansoáin (офіційна назва), баск. Antsoain) — муніципалітет в Іспанії, у складі автономної спільноти Наварра. Населення — 10 500 осіб (2009).
Муніципалітет розташований на відстані близько 320 км на північний схід від Мадрида, 2 км на північ від Памплони.

## Демографія
Динаміка населення (INE ):

## Галерея зображень

Розташування муніципалітету
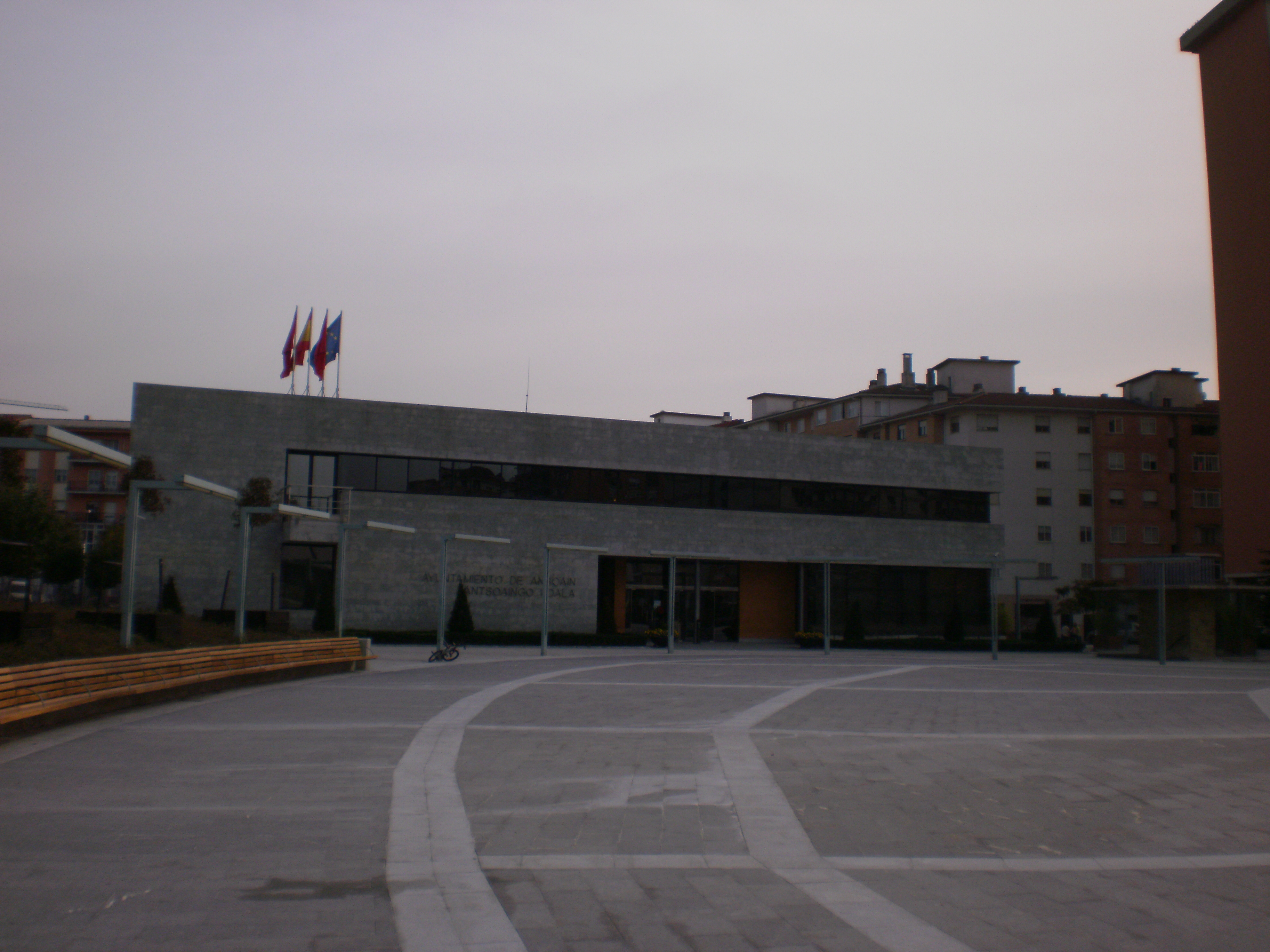
Муніципальна рада
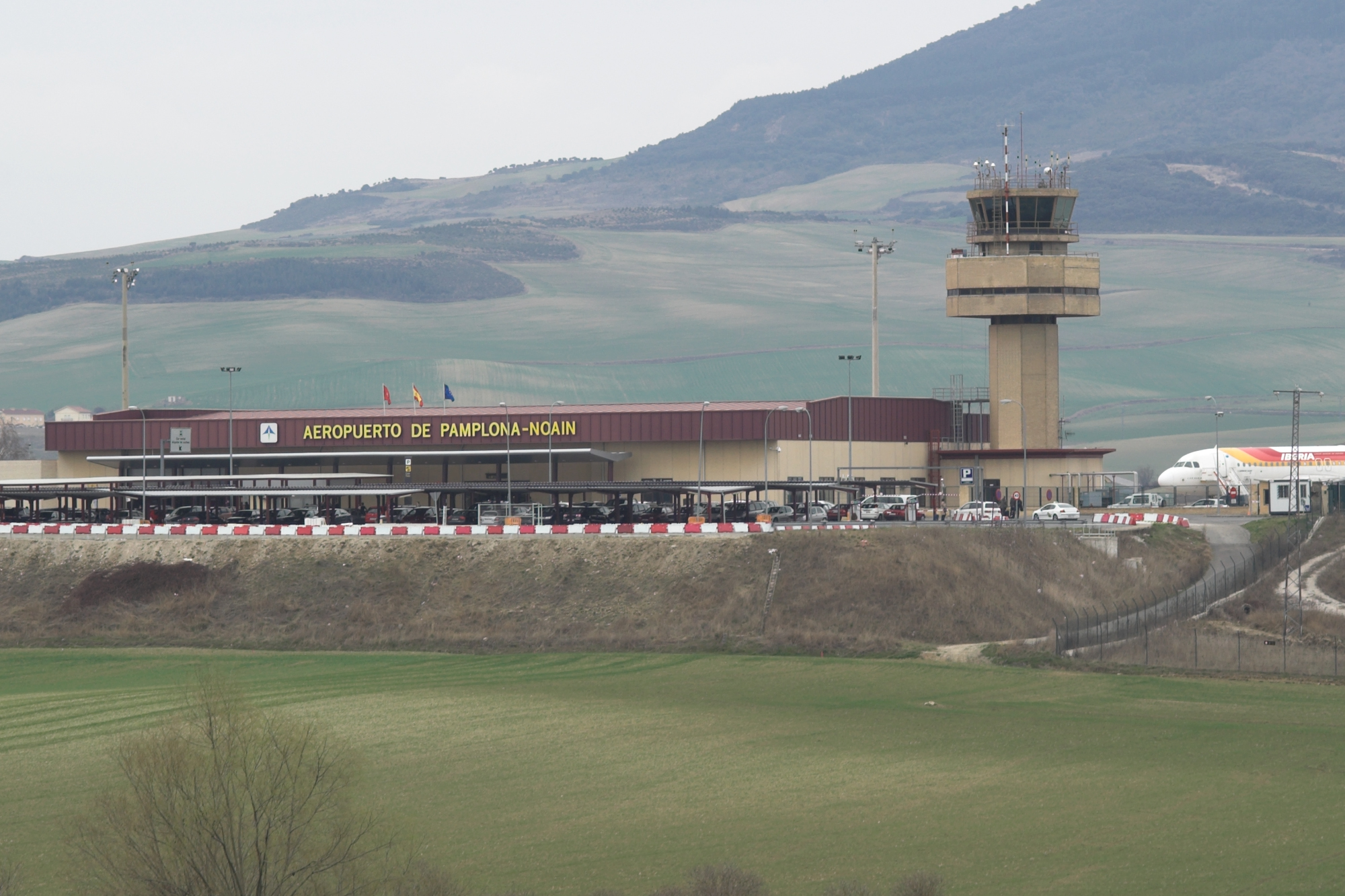
Аеропорт Памплони
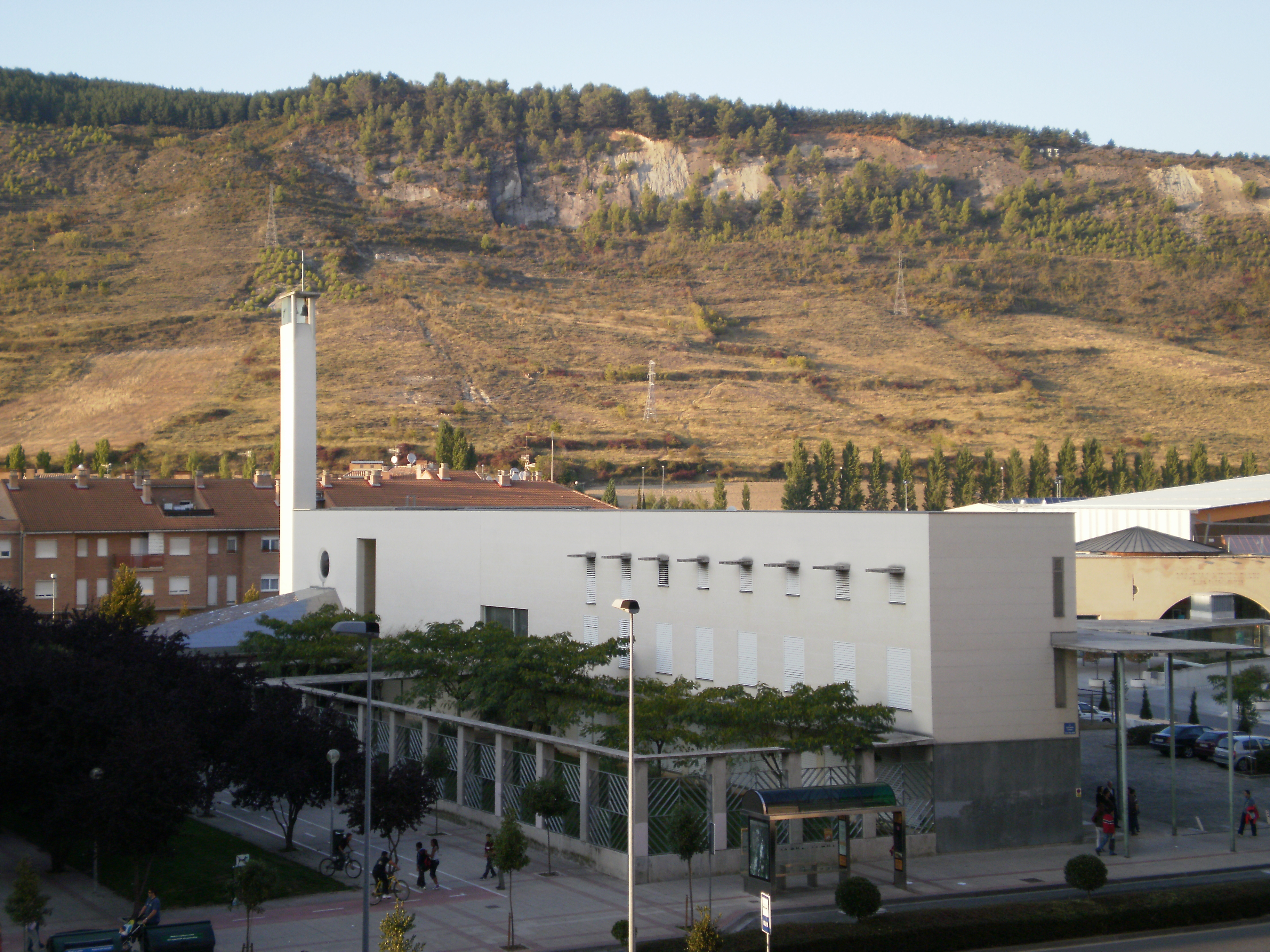
Церква Сан-Косме-і-Сан-Даміан